# Pamalayan (Bayongbong)
Pamalayan is een bestuurslaag in het regentschap Garut van de provincie West-Java, Indonesië. Pamalayan telt 5000 inwoners (volkstelling 2010).